# Simyra centripuncta
Simyra centripuncta là một loài bướm đêm trong họ Noctuidae.